# Canan Ergüder
Canan Ergüder turska je televizijska i kazališna glumica. Kada je postala punoljetna, Canan se doselila u Ameriku i tamo se školovala. Pohađala je "The Actors Studio Drama School" na "New School Universityju". Živjela je u New Yorku u Sjedinjenim Američkim Državama i nakon gotovo četrnaest godina, vratila se u Tursku i počela glumiti u Nožu grebena 2005. i 2009. godine primila je nagradu za najbolju sporednu glumicu.

## Filmografija
- (2011.) - Will - Mina Bilic
- (2010.) - Cillop - Žena
- (2009.) - Fantasie Opus 15 - Laena
- (2008.) - Tisuću i jedna noć - Eda
- (2007. – 2008.) - Nož grebena - Serra
- (2007.) - Pucajući Johnsona Roeblinga - Nancy